# Forfexia marmorata
Forfexia marmorata is een hooiwagen uit de familie Cosmetidae.